# Lago tettonico

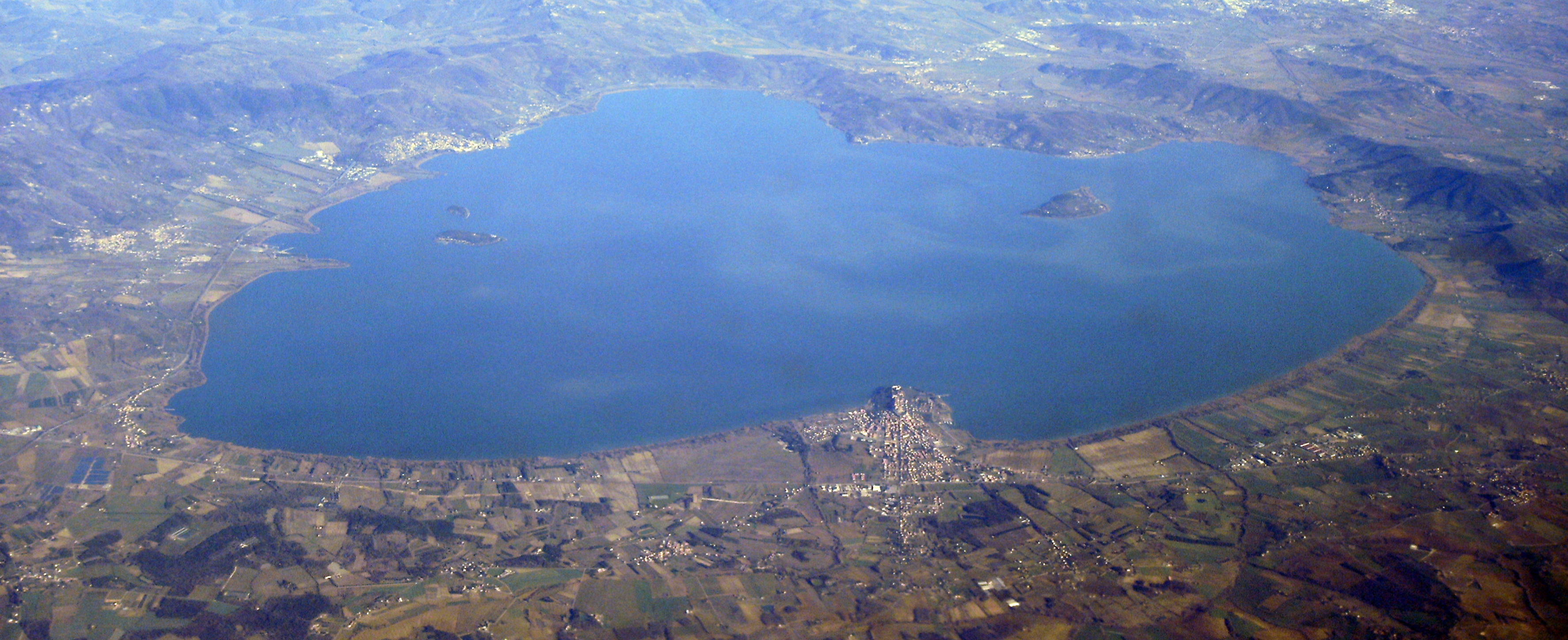
Il lago Trasimeno visto dall'alto

Un lago tettonico è una massa d'acqua che occupa depressioni formate da movimenti della crosta terrestre. La crosta si frattura e si abbassa a causa di movimenti contrastanti, generando dei laghi stretti e di forma allungata. Sono di origine tettonica e tra i più profondi, spesso sprovvisti dalla emissari naturali. I più grandi si trovano in Africa e in Asia, come il lago Bajkal in Asia e i laghi Tanganica, Turkana e Malawi in Africa, solo per citare i maggiori. Il più grande lago italiano di origine tettonica è il Trasimeno.